# Ballainvilliers
Ballainvilliers è un comune francese di 4 752 abitanti situato nel dipartimento dell'Essonne nella regione dell'Île-de-France.

## Storia

### Simboli
Il comune ha ripreso lo stemma del barone Simon Charles Bernard de Ballainvilliers, scudiero del re all'inizio del du XVIII secolo e ultimo signore del luogo.

## Società

### Evoluzione demografica
Abitanti censiti